# Beaumont-Pied-de-Bœuf (Sarthe)
Beaumont-Pied-de-Bœuf település Franciaországban, Sarthe megyében. Lakosainak száma 476 fő (2022. január 1.). Beaumont-Pied-de-Bœuf Jupilles, Thoiré-sur-Dinan, Flée, Lavernat, Luceau, Marigné-Laillé és Mayet községekkel határos.

## Népesség
A település népességének változása:
| Lakosok száma | 486  | 483  | 496  | 488  | 487  | 484  | 481  | 477  | 476  |
|               | 2013 | 2015 | 2016 | 2017 | 2018 | 2019 | 2020 | 2021 | 2022 |